# Перри, Билл
Уильям «Билл» Перри (англ. William "Bill" Perry; 10 сентября 1930, Йоханнесбург — 27 сентября 2007) — английский футболист южноафриканского происхождения. Известен по игре за «Блэкпул».

## Клубная карьера
Перри был подписан клубом «Блэкпул» в 1949 году после того, как его зарекомендовал скаут Билли Батлер, который был тренером в «Рейнджерсе» из Йоханнесбурга.
Дебют за английский клуб состоялся 18 марта 1950 года в матче против «Манчестер Юнайтед». В следующем сезоне в полуфинальном матче Кубка Англии против «Бирмингем Сити» Перри забил победный гол и помог клубу выйти в финал.
Главным достижением Перри стал победный гол в финале Кубка Англии 1953 года против «Болтон Уондерерс». В том матче «Блэкпул» проигрывал 1-3, но благодаря хет-трику Стэна Мортенсена и голу Уильяма «приморцы» смогли выиграть со счётом 4-3. Как и в 1951 году Перри вновь забил гол в полуфинальном матче, на этот раз против «Тоттенхэм Хотспур», и помог команде выйти в финал.
В сезоне 1955/56 Перри забил двадцать голов (в том числе хет-трик в Дерби Западного Ланкашира) и помог занять клубу второе место в первом дивизионе.
Операция на хряще фактически закончила его карьеру футболиста и он покинул клуб летом 1962 года.
С августа 1962 по май 1963 выступал за «Саутпорт».
В 1963 году перешёл в «Херефорд Юнайтед», где в общей сложности сыграл в 29 матчах.
Профессиональную карьеру завершил в Австралии, выступая за «Холихед Таун». С 1967 по 1970 года занимал должность директора клуба «Флитвуд Таун».

## Зал славы Блэкпула
Перри был включен в зал славы на «Блумфилд Роуд», который официально был открыт Джимми Армфилдом. Зал славы был основан Ассоциацией болельщиков «Блэкпула» (Blackpool Supporters Association). Игроки, вошедшие в Зал славы, определяются посредством голосования среди болельщиков клуба по всему миру. Перри вошёл в пятёрку игроков 1950-х годов.

## Карьера за сборную
Дебют за национальную сборную Англии состоялся 2 ноября 1955 года в матче Домашнего чемпионата Великобритании против сборной Северной Ирландии.

### Матчи и голы Перри за сборную Англии
| Матчи и голы Перри за сборную Англии | Матчи и голы Перри за сборную Англии | Матчи и голы Перри за сборную Англии | Матчи и голы Перри за сборную Англии | Матчи и голы Перри за сборную Англии | Матчи и голы Перри за сборную Англии |
| №                                    | Дата                                 | Оппонент                             | Счёт                                 | Голы Перри                           | Турнир                               |
| ------------------------------------ | ------------------------------------ | ------------------------------------ | ------------------------------------ | ------------------------------------ | ------------------------------------ |
| 1                                    | 2 ноября 1955                        | Северная Ирландия                    | 3:0                                  | 0                                    | Домашний чемпионат Британии          |
| 2                                    | 30 ноября 1955                       | Испания                              | 4:1                                  | 2                                    | Товарищеский матч                    |
| 3                                    | 14 апреля 1956                       | Шотландия                            | 1:1                                  | 0                                    | Домашний чемпионат Британии          |

Итого: 3 матча / 2 гола; 2 победы, 1 ничья, 0 поражений.

## Достижения
- Обладатель Кубка Англии: 1952/53